# فالترموند
فالترموند (به هلندی: Valthermond) یک منطقهٔ مسکونی در هلند است که در بورخر-ادورن واقع شده‌است. فالترموند ۳٬۴۸۸ نفر جمعیت دارد.